# Station Sitowiec
Station Sitowiec was een spoorwegstation in de Poolse plaats Płytnica (Złotów).